# Strongylurus stramineous
Strongylurus stramineous là một loài bọ cánh cứng trong họ Cerambycidae.